# カレン・マグヌセン
カレン・ダイアン・マグヌセン（Karen Diane Magnussen、1952年4月4日 - ）は、カナダ出身の女性フィギュアスケート選手。1972年札幌オリンピック女子シングル銀メダリスト。1973年世界フィギュアスケート選手権女子シングルチャンピオン。

## 経歴
- 1972年札幌オリンピックで銀メダルを獲得。
- 1973年世界フィギュアスケート選手権で優勝し、のちに引退。引退後はコーチとして活動し、エリザベス・マンリーやジョゼ・シュイナール、また短期間ではあるがミラ・リャンらを指導した。

## 規定問題
- 1972年当時、フィギュアスケートはコンパルソリー（規定）とフリーしかなく、カレンは規定を不得意としていた。オーストリアのベアトリクス・シューバは規定を得意としており、札幌オリンピックでベアトリクスは規定で1位、フリーで7位となったが金メダルを獲得する。カレンとジャネット・リンはともにフリーで2位と1位であったが規定で出遅れたことが響き、総合でカレンは銀メダル、ジャネットは銅メダルに終わった。このことがきっかけとなり、「フィギュアはスポーツか芸術か」との論争が巻き起こり、翌73年シーズン、規定の比重を下げることを目的として規定とフリーの間にショートプログラムを導入するに至った。

## 主な戦績
| 大会/年      | 1966-67 | 1967-68 | 1968-69 | 1969-70 | 1970-71 | 1971-72 | 1972-73 |
| ------------ | ------- | ------- | ------- | ------- | ------- | ------- | ------- |
| オリンピック |         | 7       |         |         |         | 2       |         |
| 世界選手権   |         |         |         |         | 3       | 2       | 1       |
| カナダ選手権 | 2       | 1       | 2       | 1       | 1       | 1       | 1       |